# Moore Motor Vehicle Company
Moore Motor Vehicle Company war ein US-amerikanischer Hersteller von Automobilen.

## Unternehmensgeschichte

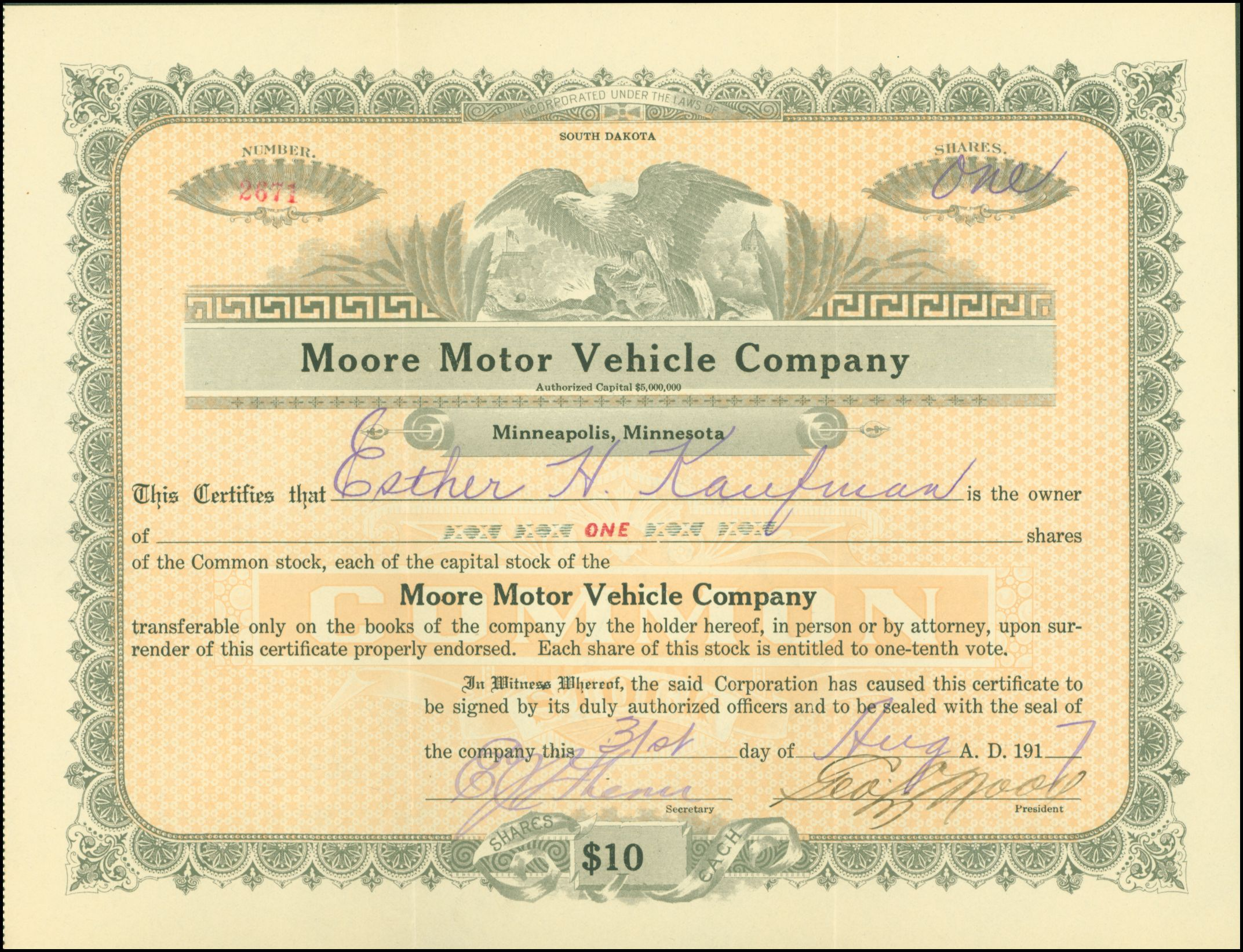
Aktie der Moore Motor Vehicle Company vom 31. August 1917

George L. Moore war Autohändler für Ford in Minneapolis in Minnesota. 1916 gründete er das Unternehmen in der gleichen Stadt zur Automobilproduktion. Er wurde Präsident und A. C. Leonard Vizepräsident. Der Markenname lautete Moore. Im Januar 1918 wurde Louis Disbrow Chefingenieur, verließ das Unternehmen aber bald darauf wieder.
1919 wurde der Sitz nach Danville in Illinois verlegt. Im August 1919 traten Moore und Leonard zurück und wurden durch E. K. Gallagher und J. H. Vickers ersetzt.
1920 endete die Produktion. Pläne einer Zusammenarbeit mit der Marwin Motor Truck Company scheiterten. Das Unternehmen ging in die Insolvenz. Die Reste wurden im Dezember 1920 versteigert. Insgesamt entstanden über 1000 Fahrzeuge.
Andere US-amerikanische Hersteller von Personenkraftwagen der Marke Moore waren Moore Automobile Company und Moore Car Corporation of America.

## Fahrzeuge
Im Angebot stand nur das Model 30. Es hatte einen Vierzylindermotor von GB & S. Er leistete 30 PS. Das Fahrgestell hatte 269 cm Radstand.
Ein Tourenwagen mit fünf Sitzen war während der gesamten Bauzeit verfügbar. 1919 gab es auch ein fünfsitziges Sport Model.

## Modellübersicht
| Jahr      | Modell   | Zylinder | Leistung (PS) | Radstand (cm) | Aufbau                                     |
| --------- | -------- | -------- | ------------- | ------------- | ------------------------------------------ |
| 1916–1918 | Model 30 | 4        | 30            | 269           | Tourenwagen 5-sitzig                       |
| 1919      | Model 30 | 4        | 30            | 269           | Tourenwagen 5-sitzig, Sport Model 5-sitzig |
| 1920      | Model 30 | 4        | 30            | 269           | Tourenwagen 5-sitzig                       |

## Produktionszahlen
| Jahr  | Produktionszahl |
| ----- | --------------- |
| 1916  | 136             |
| 1917  | 234             |
| 1918  | 330             |
| 1919  | 386             |
| 1920  | 100             |
| Summe | 1186            |